# Batam
Batam est une île indonésienne faisant partie de la province des îles Riau, à environ 20 km au sud-est de Singapour. Elle a le statut de kota et se situe en mer de Chine méridionale.

## Géographie
Batam est située à l’est de l’île de Sumatra et au sud de la Malaisie. Elle se trouve en mer de Chine méridionale. Sa côte nord borde le détroit de Singapour qui la sépare de l'île de Singapour.
L’île fait environ 30 km sur 20 km pour une superficie de 415 km². L’altitude maximale ne dépasse pas 160 m.

### Climat
| Mois                              | jan. | fév. | mars | avril | mai  | juin | jui. | août | sep. | oct. | nov. | déc. | année |
| --------------------------------- | ---- | ---- | ---- | ----- | ---- | ---- | ---- | ---- | ---- | ---- | ---- | ---- | ----- |
| Température minimale moyenne (°C) | 24,3 | 24,6 | 24,6 | 24,7  | 24,8 | 24,6 | 24,4 | 24,4 | 24,1 | 24,1 | 24,1 | 24,2 | 24,4  |
| Température moyenne (°C)          | 27,4 | 27,8 | 28   | 28,4  | 28,4 | 28,1 | 27,9 | 27,9 | 27,7 | 27,8 | 27,5 | 27,3 | 27,9  |
| Température maximale moyenne (°C) | 30,4 | 30,9 | 31,4 | 32    | 32   | 31,5 | 31,3 | 31,3 | 31,3 | 31,5 | 30,8 | 30,4 | 31,2  |

## Démographie
Il y a trente ans, l’île n’accueillait que 30 000 personnes[Quand ?]. En 2002, la population officielle s’établissait à 533 521 habitants. Elle est officiellement d'environ 700 000 de nos jours[Quand ?] soit une densité de population de près de 1 700 habitants/km², mais les habitants de l'île pensent être environ un million. L’île est fortement urbanisée sur sa côte nord qui concentre la majorité des installations industrielles. Les villes principales sont Nagoya (appelée ainsi lors de l’occupation japonaise lors de la Seconde Guerre mondiale, en référence à la ville japonaise du même nom), Sekupang, Batu Ampar, Nongsa.

## Histoire

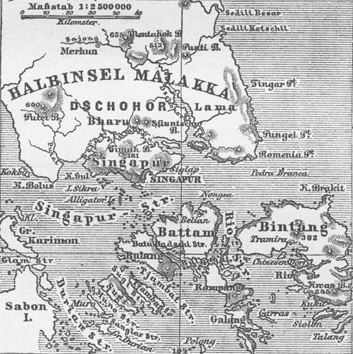
Carte allemande de Batam, Bintan, Singapour et du sud de l'état malaisien de Johor en 1888

Profitant de sa proximité avec Singapour (elle n’en est qu’à 45 minutes de traversier/ferry) et Johor, (état du sud de la Malaisie) l’île a été désignée pour être industrialisée par le gouvernement indonésien depuis les années 1970. Elle est passée d’un petit village en l’un des centres industriels de l’Indonésie, tout d’abord à Batamido, sur 320 ha, puis dans une vingtaine de centres occupant désormais 175 000 personnes.
Alors que le gouvernement indonésien envisageait de faire de Batam un concurrent de Singapour, le projet est un échec dès le milieu des années 1980.

## Culture
C'est à Batam que se trouve la dernière troupe de théâtre mak yong.

## Économie
L’île de Batam (ainsi que les îles de Rempang et Galang au sud, qui sont désormais toutes reliées entre elles par un pont) est un centre industriel en forte croissance. Le nord et l’ouest de l’île concentrent les industries et les installations portuaires, tandis que l’est se développe en une région touristique. L'aéroport se trouve également dans l’est.
Le secteur de Batuampar connaît un développement rapide.
Le secteur de Nongsa est réservé aux loisirs. On y trouve quatre terrains de golf, des hôtels et une marina, ainsi qu'une réserve forestière.
Le centre de Batam Center est consacré aux activités administrative et commerciale.

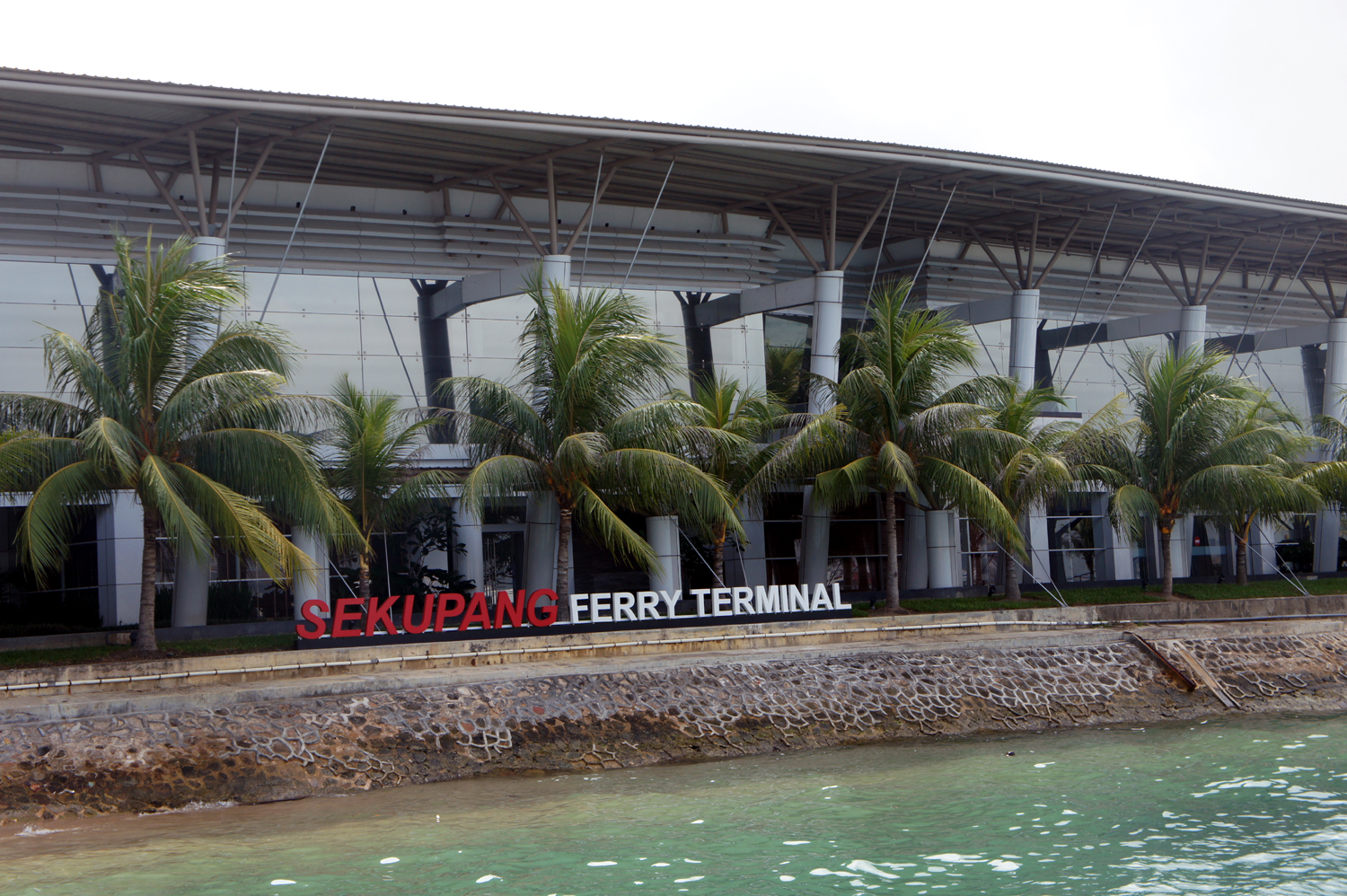
Le terminal du port de Sekupang

## Transport
Par ferry, on atteint Sekupang, le port de Batam, en deux heures depuis Tanjung Pinang et en une heure depuis Singapour par le port de Batam Center. À cause du décalage horaire d'une heure entre Singapour et Batam, l'arrivée à Batam se fait à la même heure que celle du départ.

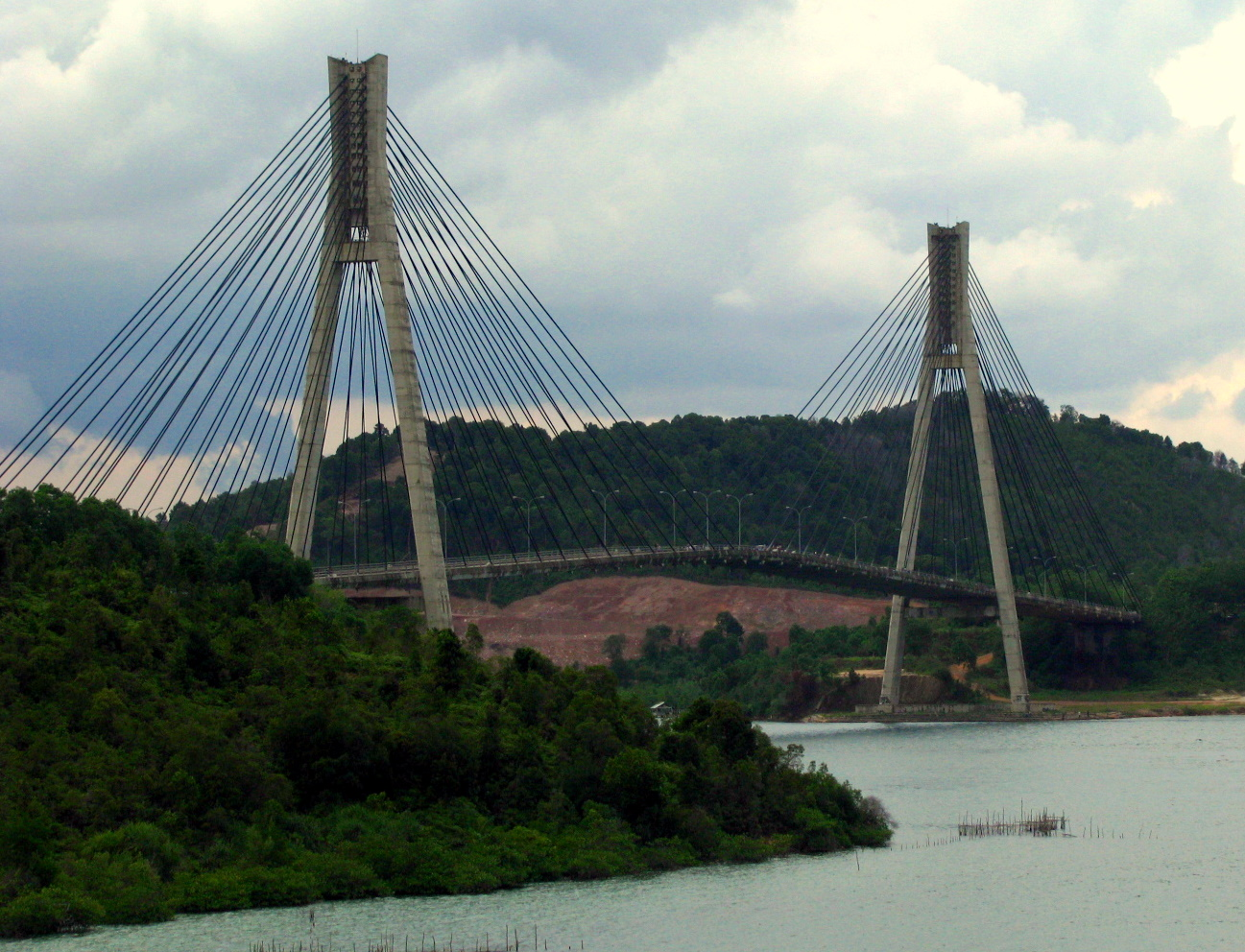
Le pont Barelang reliant Batam aux îles de Tonton, Nipah, Rempang, Galang et Galang Baru

L'aéroport international Hang Nadim (code AITA : BTH, code OACI : WIDD) est relié aux principales villes de Java et Sumatra.

## Armée
Le 17 octobre 2014, avec un retard dû à l'opposition du gouvernement singapourien, la marine indonésienne a inauguré un quartier général et l'installation de son nouveau 10e bataillon d'infanterie des Marinir (fusiliers marins), fort de 700 hommes et équipé de chars amphibies sur la petite île de Setokok à côté de Batam. L'installation de ce bataillon est justifiée par l'importance stratégique de Batam à l'embouchure du détroit de Malacca.